# CAF Champions League 1999
Die CAF Champions League 1999 war die 3. Spielzeit des wichtigsten afrikanischen Wettbewerbs für Vereinsmannschaften im Fußball unter dieser Bezeichnung. Die Saison begann mit der Vorrunde am 30. Januar 1999 und endete mit den Finalspielen im November und Dezember 1999. Titelverteidiger war der ivorische Verein ASEC Mimosas.
Sieger wurde Raja Casablanca aus Marokko, die sich im Finale nach einem Gesamtergebnis von 0:0 im Elfmeterschießen mit 4:3 gegen Espérance Tunis durchsetzen konnten.

## Vorrunde
Die Hinspiele wurden vom 30. bis zum 31. Januar, die Rückspiele vom 12. bis zum 14. Februar 1999 ausgetragen.
|                     | Gesamt  |                          | Hinspiel | Rückspiel |
| ------------------- | ------- | ------------------------ | -------- | --------- |
| Red Sea FC          | 1:3     | Rayon Sports             | 1:1      | 0:2       |
| ASEC Ndiambour      | 1 w/o 1 | Invincible Eleven        | 4:0      | —         |
| USFA Ouagadougou    | 2:1     | AS Dragons FC de l’Ouémé | 2:0      | 0:1       |
| CD Elá Nguema       | 2 w/o 2 | Santana FC               | —        | —         |
| Telecom Wanderers   | 3:2     | Scouts Club              | 0:1      | 3:1       |
| AS Saint-Louisienne | 6:0     | Red Star Anse-aux-Pins   | 2:0      | 4:0       |
| AS CotonTchad       | 2:3     | Almahalla SC             | 2:0      | 0:3       |
| Notwane FC          | 2:4     | Lesotho Defence Force FC | 1:1      | 1:3       |
| Real de Banjul      | 1:3     | AS Kaloum Star           | 0:2      | 1:1       |

Anmerkungen

## Erste Runde
Die Hinspiele wurden vom 12. bis zum 14. März, die Rückspiele vom 26. bis zum 28. März 1999 ausgetragen.
|                                    | Gesamt    |                          | Hinspiel | Rückspiel |
| ---------------------------------- | --------- | ------------------------ | -------- | --------- |
| Maji Maji FC                       | 0:5       | al Ahly SC               | 0:3      | 0:2       |
| Rayon Sports                       | 3:1       | AFC Leopards             | 2:1      | 1:0       |
| ASEC Ndiambour                     | 1:4       | Raja Casablanca          | 1:0      | 0:4       |
| Djoliba AC                         | (a)3:3(a) | Cotonsport Garoua        | 2:0      | 1:3       |
| FC 105 Libreville                  | 2:3       | ASEC Mimosas             | 1:0      | 1:3       |
| USFA Ouagadougou                   | 2:6       | USM El Harrach           | 2:0      | 0:6       |
| CD Elá Nguema                      | 0:9       | Accra Hearts of Oak      | 0:3      | 0:6       |
| Villa SC                           | 7:2       | EEPCO                    | 5:0      | 2:2       |
| AS Kaloum Star                     | 3:6       | Shooting Stars SC        | 3:0      | 0:6       |
| Clube de Desportos da Costa do Sol | 3 w/o 3   | Daring Club Motema Pembe | 0:1      | —         |
| Telecom Wanderers                  | 1:5       | Mamelodi Sundowns        | 1:2      | 0:3       |
| AS Saint-Louisienne                | 2:1       | DSA Antananarivo         | 1:0      | 1:1       |
| Almahalla SC                       | 1:4       | Espérance Tunis          | 1:2      | 0:2       |
| Nchanga Rangers FC                 | 1:2       | al-Hilal Khartum         | 1:0      | 0:2       |
| Vital’O FC                         | 3:2       | CD Primeiro de Agosto    | 2:1      | 1:1       |
| Lesotho Defence Force FC           | 0:4       | Dynamos FC               | 0:3      | 0:1       |

Anmerkungen

## Zweite Runde
Die Hinspiele wurden vom 30. April bis zum 2. Mai, die Rückspiele vom 15. bis zum 16. Mai 1999 ausgetragen.
|                     | Gesamt          |                          | Hinspiel | Rückspiel |
| ------------------- | --------------- | ------------------------ | -------- | --------- |
| al Ahly SC          | 3:1             | Rayon Sports             | 3:0      | 0:1       |
| Raja Casablanca     | 3:3 (7:6 i. E.) | Djoliba AC               | 2:1      | 1:2       |
| ASEC Mimosas        | 5:2             | USM El Harrach           | 4:0      | 1:2       |
| Accra Hearts of Oak | 4:1             | Villa SC                 | 3:0      | 1:1       |
| Shooting Stars SC   | 2:0             | Daring Club Motema Pembe | 2:0      | 4 0:0 4   |
| Mamelodi Sundowns   | 3:5             | AS Saint-Louisienne      | 1:1      | 2:4       |
| Espérance Tunis     | 8:3             | al-Hilal Khartum         | 5:0      | 3:3       |
| Vital’O FC          | 0:3             | Dynamos FC               | 0:2      | 0:1       |

Anmerkungen

## Gruppenphase
Die acht Sieger der zweiten Runde wurden zu zwei Gruppen mit jeweils vier Mannschaften gelost. Die Gruppensieger qualifizierten sich für das Finale, die Zweit-, Dritt- und Viertplatzierten schieden aus dem Wettbewerb aus.

### Gruppe A
| Pl. | Verein              | Sp. | S | U | N | Tore    | Diff. | Punkte |
| --- | ------------------- | --- | - | - | - | ------- | ----- | ------ |
| 1.  | Raja Casablanca     | 6   | 3 | 2 | 1 | 004:200 | +2    | 11     |
| 2.  | al Ahly SC          | 6   | 3 | 1 | 2 | 011:700 | +4    | 10     |
| 3.  | Accra Hearts of Oak | 6   | 2 | 2 | 2 | 007:600 | +1    | 08     |
| 4.  | Shooting Stars SC   | 6   | 1 | 1 | 4 | 006:130 | −7    | 04     |

| 21./22. August 1999    |     |                     |                             |
| Shooting Stars SC      | 2:3 | al Ahly SC          | Lekan-Salami-Stadion        |
| Raja Casablanca        | 1:0 | Accra Hearts of Oak | Stade Mohammed V            |
| 3./4. September 1999   |     |                     |                             |
| al Ahly SC             | 0:1 | Raja Casablanca     | Cairo International Stadium |
| Accra Hearts of Oak    | 3:0 | Shooting Stars SC   | Accra Sports Stadium        |
| 18./19. September 1999 |     |                     |                             |
| Raja Casablanca        | 1:0 | Shooting Stars SC   | Stade Mohammed V            |
| Accra Hearts of Oak    | 2:1 | al Ahly SC          | Accra Sports Stadium        |
| 9./10. Oktober 1999    |     |                     |                             |
| Shooting Stars SC      | 1:0 | Raja Casablanca     | Lekan-Salami-Stadion        |
| al Ahly SC             | 2:0 | Accra Hearts of Oak | Cairo International Stadium |
| 21./23. Oktober 1999   |     |                     |                             |
| al Ahly SC             | 4:1 | Shooting Stars SC   | Cairo International Stadium |
| Accra Hearts of Oak    | 0:0 | Raja Casablanca     | Accra Sports Stadium        |
| 7. November 1999       |     |                     |                             |
| Shooting Stars SC      | 2:2 | Accra Hearts of Oak | Lekan-Salami-Stadion        |
| Raja Casablanca        | 1:1 | al Ahly SC          | Stade Mohammed V            |

### Gruppe B
| Pl. | Verein              | Sp. | S | U | N | Tore    | Diff. | Punkte |
| --- | ------------------- | --- | - | - | - | ------- | ----- | ------ |
| 1.  | Espérance Tunis     | 6   | 5 | 0 | 1 | 013:100 | +12   | 15     |
| 2.  | ASEC Mimosas        | 6   | 3 | 1 | 2 | 007:600 | +1    | 10     |
| 3.  | Dynamos FC          | 6   | 2 | 0 | 4 | 009:900 | ±0    | 06     |
| 4.  | AS Saint-Louisienne | 6   | 1 | 1 | 4 | 004:170 | −13   | 04     |

| 21. August 1999        |     |                     |                              |
| Espérance Tunis        | 3:0 | ASEC Mimosas        | Stade El Menzah              |
| AS Saint-Louisienne    | 1:0 | Dynamos FC          | Stade Théophile Hoarau       |
| 5. September 1999      |     |                     |                              |
| Dynamos FC             | 0:2 | Espérance Tunis     | Rufaro-Stadion               |
| ASEC Mimosas           | 3:1 | AS Saint-Louisienne | Stade Félix Houphouët-Boigny |
| 18./19. September 1999 |     |                     |                              |
| ASEC Mimosas           | 2:0 | Dynamos FC          | Stade Félix Houphouët-Boigny |
| Espérance Tunis        | 5:0 | AS Saint-Louisienne | Stade El Menzah              |
| 10. Oktober 1999       |     |                     |                              |
| AS Saint-Louisienne    | 0:2 | Espérance Tunis     | Stade Théophile Hoarau       |
| Dynamos FC             | 2:1 | ASEC Mimosas        | Rufaro-Stadion               |
| 24. Oktober 1999       |     |                     |                              |
| ASEC Mimosas           | 1:0 | Espérance Tunis     | Stade Félix Houphouët-Boigny |
| Dynamos FC             | 7:2 | AS Saint-Louisienne | Rufaro-Stadion               |
| 6. November 1999       |     |                     |                              |
| Espérance Tunis        | 1:0 | Dynamos FC          | Stade El Menzah              |
| AS Saint-Louisienne    | 0:0 | ASEC Mimosas        | Stade Théophile Hoarau       |

## Finale

### Hinspiel
| Raja Casablanca                                   | Raja Casablanca | Espérance Tunis | Espérance Tunis |
| ------------------------------------------------- | --- | --- | --------------- |
| Raja Casablanca                                   | \| 27. November 1999 in Casablanca (Stade Père Jégo) \| \| Ergebnis: 0:0 \| \| Zuschauer: 10.000 \| \| Schiedsrichter: Petros Mathabela ( Südafrika) \|                                 | \| 27. November 1999 in Casablanca (Stade Père Jégo) \| \| Ergebnis: 0:0 \| \| Zuschauer: 10.000 \| \| Schiedsrichter: Petros Mathabela ( Südafrika) \| | Espérance Tunis |
| Raja Casablanca                                   | Chadli – Safri, El Himer, Mesbah (55. Lizgui), Grindou – Aboub, Kharbourch, Nejjari (63. Armoumen) – M’Barki (87. Serraj), Riahi, Moustaoudaa Cheftrainer: Oscar Fulloné ( Argentinien) | El Ouaer – Tabit, Badra, Jaidi, Chihi – Guenzari, Gabsi (88. Julies), Agoué (67. Zitouni), Zouloulou – Fayçal, Ben Hamed Cheftrainer: Youssef Zouaoui   | Espérance Tunis |
| Raja Casablanca                                   | Kharbourch (15.), Mesbah (28.), M’Barki (75.) | Jaidi (20.), Agoué (37.), Tabit (60.), Gabsi (78.) | Espérance Tunis |
| 27. November 1999 in Casablanca (Stade Père Jégo) | | |                 |
| Ergebnis: 0:0                                     | | |                 |
| Zuschauer: 10.000                                 | | |                 |
| Schiedsrichter: Petros Mathabela ( Südafrika)     | | |                 |

### Rückspiel
| Espérance Tunis                                     | Espérance Tunis | Raja Casablanca | Raja Casablanca |
| --------------------------------------------------- | --- | --- | --------------- |
| Espérance Tunis                                     | \| 12. Dezember 1999 in Tunis (Stade El Menzah) \| \| Ergebnis: 0:0, 3:4 i. E. \| \| Zuschauer: 50.000 \| \| Schiedsrichter: Manuel Monteiro Duarte ( Kap Verde) \| | \| 12. Dezember 1999 in Tunis (Stade El Menzah) \| \| Ergebnis: 0:0, 3:4 i. E. \| \| Zuschauer: 50.000 \| \| Schiedsrichter: Manuel Monteiro Duarte ( Kap Verde) \|                       | Raja Casablanca |
| Espérance Tunis                                     | El Ouaer – Sahbani, Azaiez, Badra, Jaidi – Chihi, Gabsi, Kanzari, Ben Hamed (72. Laroussi) – Agoué (60. Agahoya), Zitouni Cheftrainer: Youssef Zouaoui              | Chadli – Rezgui (79. Siraj), El Himer, El Karkouri, Aboub – Safri, Riahi (60. Armoumen), Jrindou, Khoubache – Moustaoudaa, Nejjari (43. Misbah) Cheftrainer: Oscar Fulloné ( Argentinien) | Raja Casablanca |
| Espérance Tunis                                     | Elfmeterschießen | | Raja Casablanca |
| Espérance Tunis                                     | 1:0 Badra Kanzari 2:2 Gabsi 3:2 Chihi El Ouaer | 1:1 Khoubache 1:2 El Karkouri Safri 3:3 Aboub 3:4 El Himer | Raja Casablanca |
| Espérance Tunis                                     | Jrindou (3.), Chadli (68.) | | Raja Casablanca |
| Espérance Tunis                                     | Jrindou (11.) | | Raja Casablanca |
| 12. Dezember 1999 in Tunis (Stade El Menzah)        | | |                 |
| Ergebnis: 0:0, 3:4 i. E.                            | | |                 |
| Zuschauer: 50.000                                   | | |                 |
| Schiedsrichter: Manuel Monteiro Duarte ( Kap Verde) | | |                 |